# Alessandro Sforza (kardynał)
Alessandro Sforza (ur. w 1534 w Rzymie, zm. 16 maja 1581 w Maceracie) – włoski kardynał.

## Życiorys
Urodził się w 1534 roku w Rzymie, jako syn Bosia II Sforzy i Costanzy Farnese (jego bratem był Guido Ascanio Sforza). Po ukończeniu studiów ze stopniem magistra został klerykiem Kamery Apostolskiej i kanonikiem bazyliki watykańskiej. W sierpniu 1555 roku wraz ze swoim bratem Mario, przejął od Francuzów dwie galery, będące własnością ich brata Carla, który służył Królestwu Francji. Ponieważ jednak król Henryk II Walezjusz, nie ufał Sforzom, uprzednio dokonał sekwestracji jego okrętów. Zajęte na rozkaz króla statki zostały uprowadzone przez Sforzów z Civitavecchii, jednak obaj bracia zostali zatrzymani przez miejskiego kasztelana Pietra Capuana. Dzięki protekcji kamerlinga Guida Ascania Sforzy, zostali wypuszczeni, a galery dopłynęły do Gaety i dalej do Neapolu. Na wniosek strony francuskiej Paweł IV nakazał zwrócić statki do Civitavecchii, jednak Alessandro Sforza odmówił, twierdząc, że statki należały do jego rodziny. Wobec tego papież nakazał aresztować kardynała Guida Ascania Sforzę oraz Camillo Colonnę (31 sierpnia), a wobec Alessandra wszczął śledztwo i pozbawił go wszelkich przywilejów. Po dwóch latach, kiedy statki zostały zwrócone, Paweł IV przywrócił Sforzy jego poprzednie beneficja. 26 kwietnia 1560 roku Sforza został mianowany biskupem Parmy. Pięć lat później, 12 marca, został kreowany kardynałem prezbiterem i otrzymał kościół tytularny Santa Maria in Via. W 1570 roku został legatem a latere Bolonii i Romanii, a po dwóch latach – archiprezbiterem bazyliki liberiańskiej i protektorem Hiszpanii. W marcu 1573 roku zrezygnował z diecezji parmeńskiej. W 1575 roku został prefektem Trybunału Sygnatury Sprawiedliwości, a pięć lat później – legatem papieskim do zwalczania bandytyzmu w Marchii Ankońskiej i całym Państwie Kościelnym (oprócz okręgu Bolonii). Zmarł 16 maja 1581 roku w Maceracie.